# Raphaël Folliot
Raphaël Folliot (Kharkov, 28 février 1896 - Montreuil, 29 mars 1979) est un militaire français, Compagnon de la Libération. Vétéran de la Première Guerre mondiale, il se réengage dans l'armée plusieurs années après et fait partie des tout premiers Français à rallier les Forces françaises libres en 1940. Il participe aux campagnes d'Afrique du nord et du Moyen-Orient avant de prendre sa retraite militaire après la fin de la guerre et de se retirer dans la région parisienne.

## Biographie

### Jeunesse et premiers engagements
Raphaël Folliot naît le 28 février 1896 à Kharkov qui fait alors partie de l'empire russe. Son père, professeur de français, enseigne à l'Université nationale de Kharkiv. Le jeune Raphaël passe son enfance entre la France et Kharkov où il passe ses vacances. Il perd son père en 1911 et, après avoir obtenu un diplôme en dessin industriel, rejoint sa mère à Kharkov où il trouve un emploi en 1913. Lui et son frère sont mobilisés en 1915 et rejoignent la France où ils sont affectés au 129e régiment d'infanterie. Engagé dans la bataille de Verdun, Raphaël Folliot participe aux combats autour du fort de Douaumont où il est blessé par des éclats d'obus le 23 mai 1916. Il est ensuite engagé sur la tranchée de Calonne puis dans le secteur des Eparges jusqu'en février 1917.
Bénéficiant d'un mois de permission, il retourne en Russie auprès de sa famille puis, de par sa maîtrise de la langue russe, est affecté pendant quatre mois à l'ambassade française à Petrograd en tant que chiffreur et interprète. Il rejoint ensuite son régiment d'origine sur le front de Lorraine et se distingue en janvier 1918 à la tête d'une section en repoussant une importante attaque allemande. Désigné pour intégrer Saint-Cyr, il est promu aspirant et mis en août à la tête du groupe franc de son régiment avec lequel il effectue des combats à Soissons et à Nancy. Après la guerre, il reste quelque temps dans l'armée et, toujours par rapport à sa connaissance des langues slaves, est affecté à Bucarest et Sofia. Il est finalement démobilisé en novembre 1919 avec le grade de sous-lieutenant. Redevenu civil, il reste en Bulgarie et en Roumanie et travaille dans les transports internationaux dans une agence dont il devient le directeur. Installé en Transylvanie il exerce ensuite dans le négoce de matières premières. Mais la société qui l'emploie faisant faillite, il retourne en France avec sa femme et ses trois enfants et travaille comme représentant de commerce.
En septembre 1930, Raphaël Folliot décide de se réengager dans l'armée. Il est envoyé au Maroc où il prend la tête du groupe franc du Régiment colonial du Maroc puis celle du groupe franc du Grand Atlas dans la région de Marrakech alors commandée par le général Catroux. Il revient en métropole en 1933. En octobre 1934 à Marseille, le roi de Yougoslavie Alexandre 1er et le ministre des affaires étrangères Louis Barthou sont victimes d'un attentat. Les suspects de l'affaire étant originaires des Balkans, Folliot, encore une fois sollicité pour ses talents de polyglotte, est détaché auprès du juge chargé de l'affaire en tant qu'interprète en croate. L'instruction et le procès durent deux ans à l'issue desquels il demande à retourner en outremer. Il est affecté à la protection de l'ambassade de France à Pékin en avril 1936. L'année suivante, lorsque les japonais envahissent la Chine, il combat à Pékin et à Tien-Tsin puis fait du renseignement dans le Mandchoukouo. De retour en France en janvier 1939, il retrouve brièvement les rangs du Régiment colonial du Maroc avant de partir pour le Levant où il est affecté au 24e régiment d'infanterie coloniale à Tripoli.

### Seconde Guerre mondiale
Raphaël Folliot est promu capitaine en mars 1940 et prend le commandement de la 3e compagnie de son régiment. Lorsque survient l'armistice du 22 juin 1940, il refuse la défaite et, avec les hommes de sa compagnie, s'enfuit du Liban et parvient jusqu'en Égypte où, ralliée aux forces françaises libres, sa compagnie sert de base à la constitution du 1er bataillon d'infanterie de marine (1er BIM). Après sa formation à Ismaïlia, le 1er BIM part en septembre 1940 à Marsa Matruh où il rejoint la 7e division blindée britannique. Promu chef de bataillon le 25 novembre, Folliot commande deux compagnies du bataillon lorsque le général Wavell qui commande les troupes britanniques déclenche l'opération Compass, offensive vers la Libye occupée par l'armée italienne. Raphaël Folliot combat alors à Sollum, Sidi Barrani, Bardia et Tobrouk. Le 26 mai 1941, il fait partie des tout premiers français décorés de la Croix de la Libération. En septembre, le général Catroux qui le connaît depuis le Maroc l'appelle à ses côtés pour commander le 2e bureau des troupes du Levant à Beyrouth, poste qu'il occupe jusqu'en avril 1942. Il est alors mis à la tête des troupes du Djebel el-Druze composée de presque 2 000 cavaliers. En octobre 1943, il reprend la direction du 2e bureau à Beyrouth avant de rentrer en France un an plus tard. Il est alors affecté à la 10e division d'infanterie sous les ordres du général Billotte jusqu'à la fin de la guerre.

### Après-guerre
De juin 1945 à août 1946, Raphaël Folliot est directeur des transports militaires en Égypte. Il quitte alors l'armée avec le grade de lieutenant-colonel. Retiré à Enghien-les-Bains, il est durant sa retraite président de la section départementale des Français libres. Il meurt le 29 mars 1979 à Montreuil et est inhumé à Enghien.

## Décorations
|  |  |  |  |  |  |
|  |  |  |  |  |  |
|  |  |  |  |  |  |
|  |  |  |  |  |  |
|  |  |  |  |  |  |

| Commandeur de la Légion d'Honneur                  | Commandeur de la Légion d'Honneur                  | Compagnon de la Libération           | Compagnon de la Libération           | Grand Officier de l'Ordre national du Mérite                    | Grand Officier de l'Ordre national du Mérite                    |
| Croix de Guerre 1914-1918                          | Croix de Guerre 1914-1918                          | Croix de Guerre 1939-1945 Avec palme | Croix de Guerre 1939-1945 Avec palme | Croix de guerre des Théâtres d'opérations extérieurs Avec palme | Croix de guerre des Théâtres d'opérations extérieurs Avec palme |
| Médaille coloniale Avec agrafes "Maroc" et "Libye" | Médaille coloniale Avec agrafes "Maroc" et "Libye" | Croix du combattant volontaire       | Croix du combattant volontaire       | Croix du combattant volontaire de la Résistance                 | Croix du combattant volontaire de la Résistance                 |
| Médaille commémorative de la guerre 1914-1918      | Médaille commémorative de la guerre 1914-1918      | Médaille interalliée 1914-1918       | Médaille interalliée 1914-1918       | Distinguished Service Order "with bar"                          | Distinguished Service Order "with bar"                          |
| Ordre du mérite syrien                             |                                                    |                                      |                                      |                                                                 |                                                                 |

## Hommages
- À Toulouse, l'impasse "Lieutenant-colonel-Folliot" a été baptisée en son honneur[4].